# 대한민국 민사소송법 제272조
대한민국 민사소송법 제272조는 변론의 집중과 준비에 대한 민사소송법조문이다.

## 조문
제272조(변론의 집중과 준비) (1) 변론은 집중되어야 하며, 당사자는 변론을 서면으로 준비하여야 한다.
(2) 단독사건의 변론은 서면으로 준비하지 아니할 수 있다. 다만, 상대방이 준비하지 아니하면 진술할 수 없는 사항은 그러하지 아니하다. 